# ليندن بلو
ليندن بلو (بالإنجليزية: Linden Blue)‏ هو خبير مالي أمريكي، ولد في 1936 في ميكر في الولايات المتحدة.